# لانگوم، کانوی
لانگوم (به انگلیسی: Llangwm) یک روستا در بریتانیا است که در ولز واقع شده‌است. لانگوم ۴۷۰ نفر جمعیت دارد.